# Simone Bertoletti
Simone Bertoletti (né le 25 août 1974 à Mantoue, en Lombardie) est un coureur cycliste italien de la fin des années 1990 et du début des années 2000.

## Biographie
Simone Bertoletti commence sa carrière professionnelle en 1996 dans l'équipe Gewiss-Playbus. Il remporte sa première victoire la saison suivante au Tour de Pologne. Passé par la formation Brescialat-Liquigas, il intègre en 1999 la Lampre-Daikin, dans laquelle il effectuera six saisons. Il y participe à cinq Tours d'Italie et six Tours d'Espagne consécutifs, dont le Giro 2001 aux côtés du vainqueur Gilberto Simoni.
Simone Bertoletti a réalisé la principale performance de sa carrière durant le Tour de Romandie 2003. Échappé solitaire durant 160 kilomètres sous la pluie lors de la première étape, il s'impose à Val-de-Travers avec une minute d'avance sur le peloton. Ce succès lui permet de porter le maillot jaune pendant deux jours.

## Palmarès

### Palmarès amateur
- 1994
  -  Champion du monde militaires du contre-la-montre par équipes (avec Massimiliano Mori, Massimiliano Martini et Alessandro Romio)
  -  Médaillé de bronze du championnat du monde du contre-la-montre militaires
  - 3e de Vicence-Bionde

- 1995
  - Trofeo Vini Canova
  - Milan-Tortone

### Palmarès professionnel
- 1997
  - 5e étape du Tour de Pologne

- 2003
  - 1re étape du Tour de Romandie
  - 2e étape de la Semaine internationale Coppi et Bartali (contre-la-montre par équipes)

## Résultats sur les grands tours

### Tour d'Italie
5 participations
- 1999 : 83e
- 2000 : 87e
- 2001 : 82e
- 2002 : hors-délai (16e étape)
- 2003 : 88e

### Tour d'Espagne
5 participations
- 1999 : abandon (12e étape)
- 2000 : 73e
- 2001 : 132e
- 2002 : 31e
- 2003 : 143e
- 2004 : abandon (6e étape)